# Euchaetes

Euchaetes és un gènere de papallones nocturnes de la subfamília Arctiinae i la família Erebidae.

## Galeria

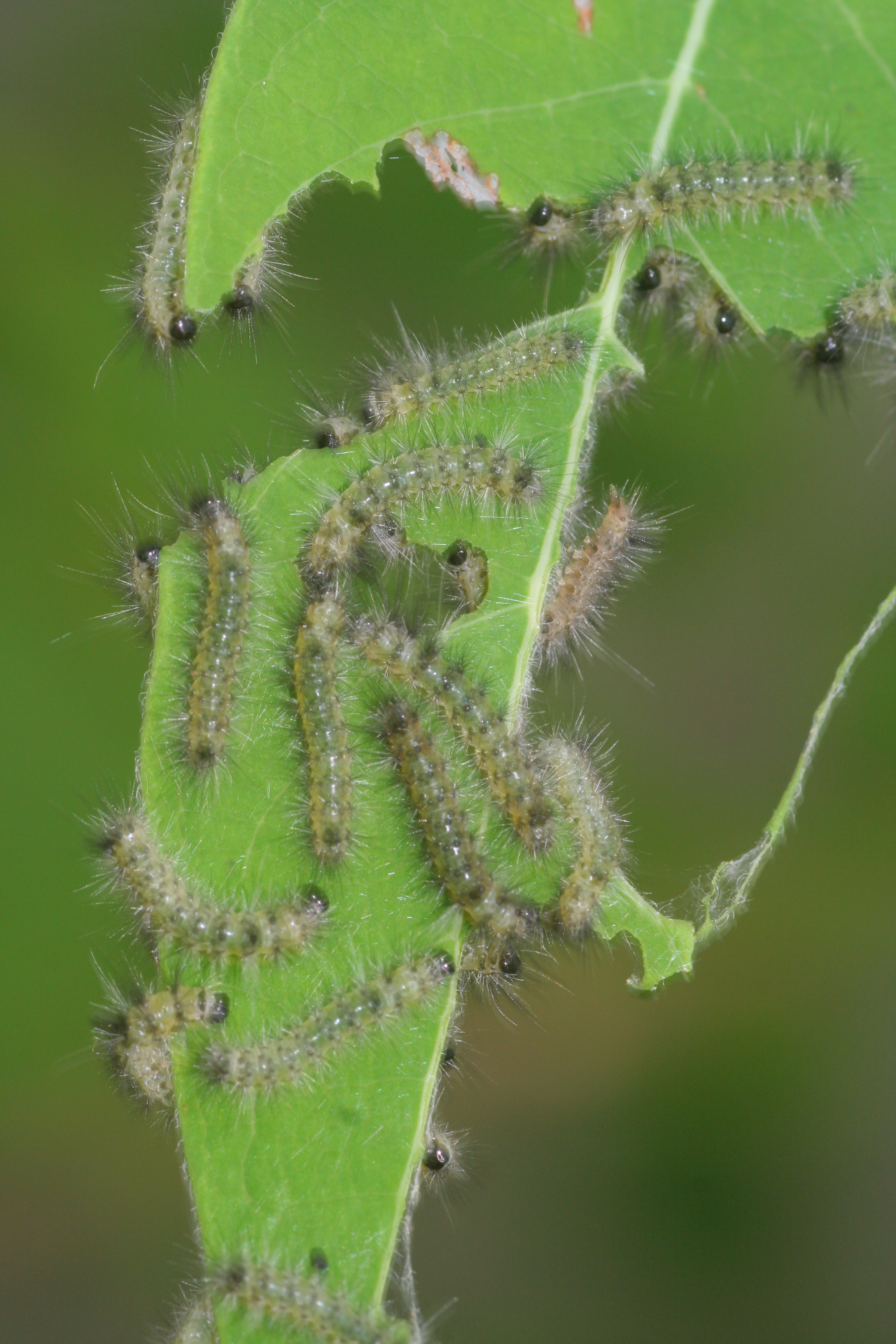
Primer instar
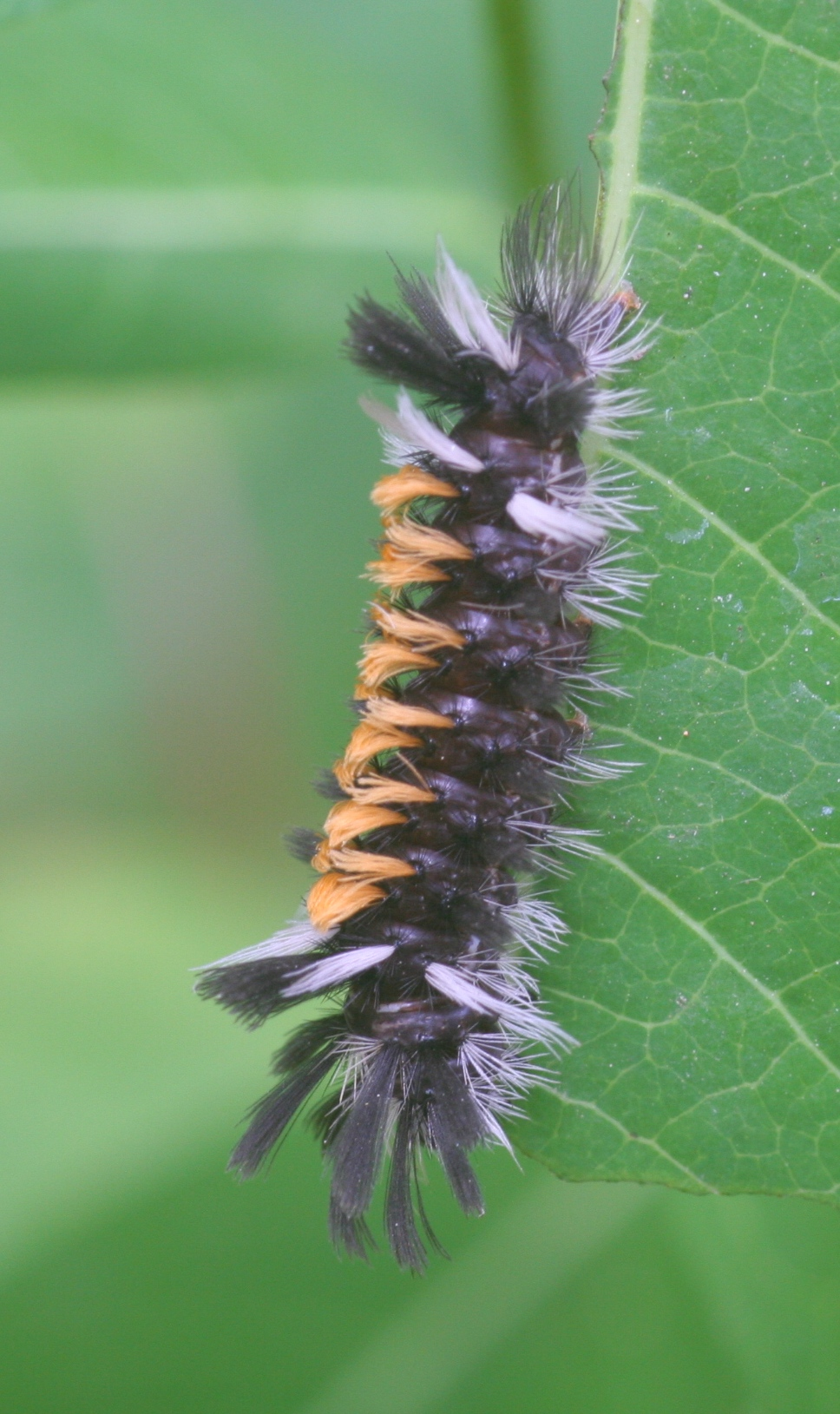
Darrer instar
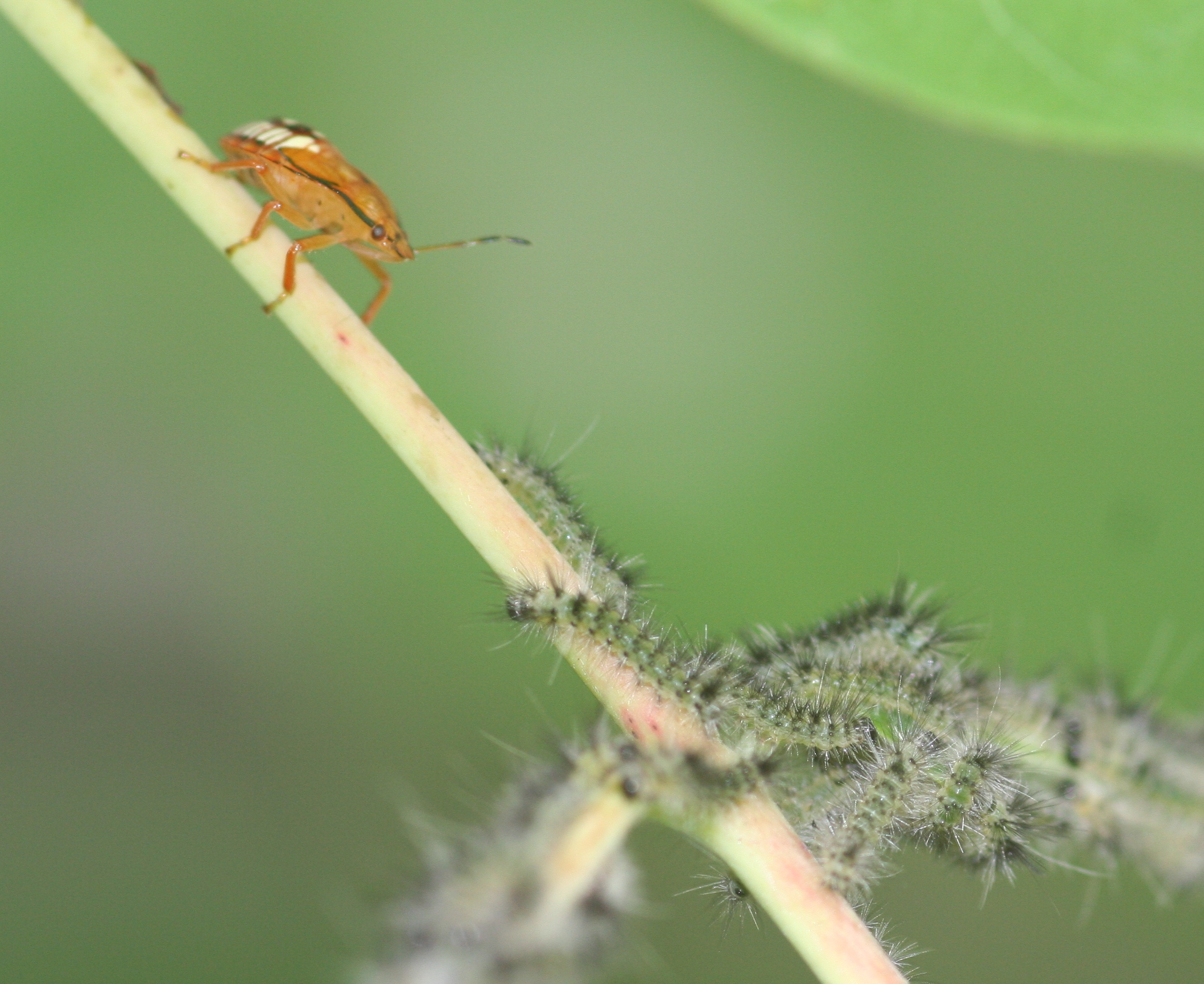
Sota atac de pentatòmid